# Вікторов Олексій Васильович
Олексій Васильович Вікторов (нар. 10 грудня 1917, місто Москва, тепер Російська Федерація — 10 травня 1989, місто Москва) — радянський профспілковий діяч, новатор виробництва, секретар ВЦРПС. Член ЦК КПРС у 1971—1986 роках. Депутат Верховної Ради СРСР 9—10-го скликань. Герой Соціалістичної Праці (5.04.1971).

## Життєпис
Народився в робітничій родині. Закінчив школу фабрично-заводського навчання, навчався в Московському машинобудівному тезхнікумі імені Дзержинського.
Член ВКП(б) з 1945 року.
У 1934—1936 роках — учень, слюсар-складальник на заводі. У 1936—1938 роках — слюсар-інструментальник 1-го Державного підшипникового заводу в Москві.
З 1938 по 1940 рік служив у Червоній армії.
У 1940—1941 роках — слюсар-інструментальник 1-го Державного підшипникового заводу в Москві. У 1941—1947 роках — слюсар-інструментальник 4-го Державного підшипникового заводу.
У 1947—1959 роках — слюсар, у 1959—1975 роках — бригадир-слюсар механоскладальних робіт 1-го Державного підшипникового заводу в Москві.
22 травня 1975 — 18 грудня 1985 року — секретар Всесоюзної центральної ради професійних спілок (ВЦРПС).
З 1986 року — персональний пенсіонер союзного значення в Москві.

## Нагороди і звання
- Герой Соціалістичної Праці (5.04.1971)
- два ордени Леніна (22.08.1966, 5.04.1971)
- орден Трудового Червоного Прапора (13.04.1976)
- орден Дружби народів (29.06.1981)
- медаль «За трудову доблесть» (28.05.1960)
- медалі